# Milicias Populares de Donetsk y Lugansk
Las Milicias Populares de Donetsk y Lugansk, y anteriormente como Fuerzas Armadas Unidas de Nueva Rusia (en ruso: Объединённые Вооруженные Силы Новороссии; acrónimo NAF), ligadas a la unión política denominada Nueva Rusia, no reconocida internacionalmente. Comúnmente denominadas como fuerzas separatistas rusas del Donbás, fuerzas separatistas prorrusas del Dombás o Milicias prorrusas del Dombás.
En un inicio eran formaciones militares y paramilitares ligadas a las regiones de mayoría rusófona del este de Ucrania que tras los acontecimientos de 2014 se proclamaron como República Popular de Donetsk y la República Popular de Lugansk.
Las Fuerzas Armadas Unidas de Nueva Rusia están formadas por el 1.º Cuerpo de Ejército de la República Popular de Donetsk, el 2.º Cuerpo de Ejército de la .
 y otros grupos armados autónomos. 
Las Fuerzas Armadas Unidas de Nueva Rusia están consideradas por el actual gobierno de Ucrania como grupos terroristas.
La Milicia del Pueblo del Dombás fue formada por Pável Gúbarev, que fue elegido "Gobernador del Pueblo" del Óblast de Donetsk. La Milicia Popular de Luhansk se formó poco después en el Óblast de Lugansk.  Las milicias de la República Popular de Donetsk y la República Popular  de Luhansk se fusionaron el 16 de septiembre de 2014, formando las "Fuerzas Armadas Unidas de Novorossiya".
Participaron activamente en la resistencia ante el gobierno ucraniano surgido del Euromaidán en 2014 dando comienzo a la Guerra del Donbás en la región de Donets y que culminó con la invasión rusa de Ucrania del 24 de febrero de 2022.
En el contexto de ese conflicto, el 17 de julio de 2014, fue derribado el avión del vuelo 17 de Malaysia Airlines del que el gobierno ucraniano acusó a esas  milicias, mientras que la República Popular de Donetsk cuestionó esa afirmación. El 17 de noviembre de 2022, la justicia holandesa condenó a cadena perpetua a los acusados de perpetrar el derribo, los ciudadanos rusos Serguéi Dubinski e Ígor Guirkin, y al ucraniano Leonid Járchenko. El cuarto encausado, Oleg Pulátov, también de nacionalidad rusa, fue absuelto.
Las Repúblicas Populares de Lugansk y de Donets contaron, desde su  proclamación con el apoyo de Rusia, aunque no fue hasta febrero de 2022 que ese país las reconoció e intervino activamente en su defensa. Ucrania, Estados Unidos y algunos analistas occidentales consideran que el 1.º y 2.º Cuerpo de Ejército son formaciones rusas bajo el mando del 8.º Ejército de Armas Combinadas de Rusia, que se formó en 2017, en Novocherkask, Óblast de Rostov. Aunque el gobierno ruso a menudo niega su participación directa, afirmando que sus soldados estaban allí voluntariamente y no bajo órdenes, algunos de ellos fueron capturados con documentos que decían lo contrario. Los separatistas han admitido haber recibido suministros de Rusia y haber sido entrenados allí. BBC informó que las filas separatistas están compuestas por miles de ciudadanos rusos. Se ha informado que los cosacos registrados de la Federación Rusa también están apoyando a los separatistas. El jefe de la RPD, Aleksandr Zajárchenko, afirmó en agosto de 2014 que hay alrededor de 3000 a 4000 voluntarios rusos que luchan para la milicia, que incluye a militares actuales y muchos retirados del ejército ruso.
Desde septiembre de 2015, las unidades separatistas, a nivel de batallón y superior, actúan bajo el mando directo de oficiales del ejército ruso, y los excomandantes locales a veces actúan como sus adjuntos.

## Historia

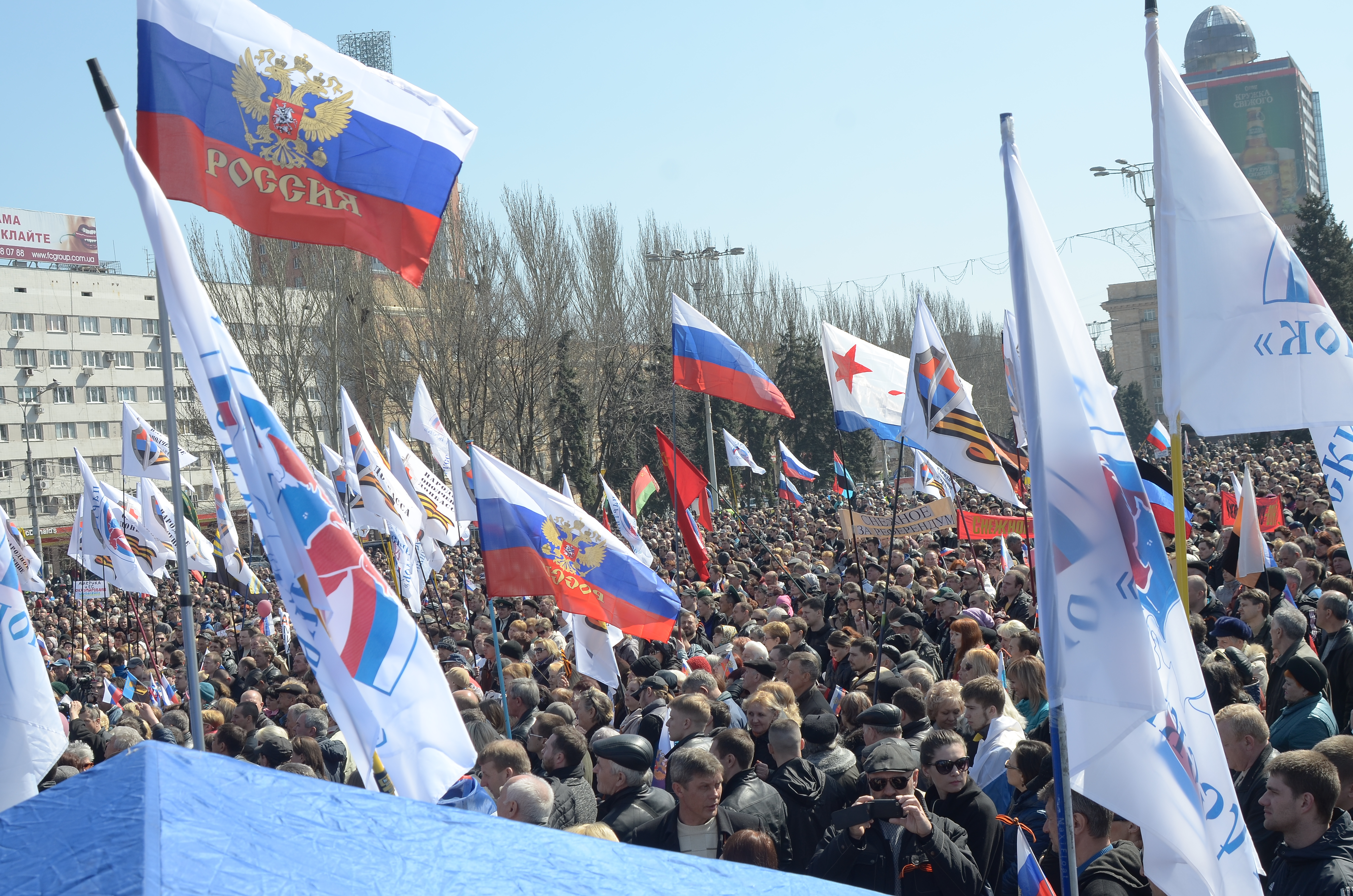
Manifestación prorrusa en Donetsk el 6 de abril de 2014.

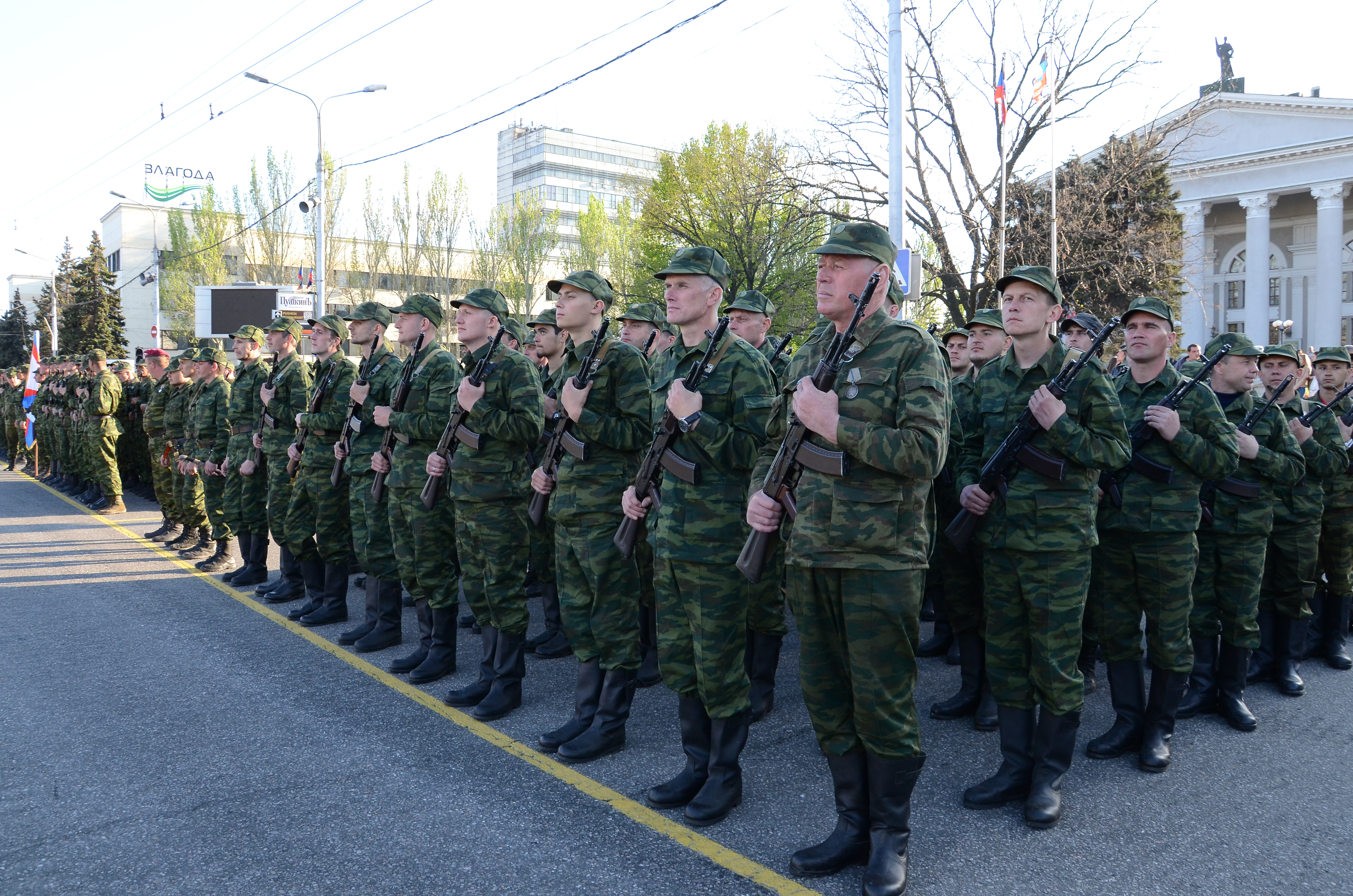
Tropas de la RPD en Donetsk durante un ensayo para el desfile del Día de la Victoria de 2015.

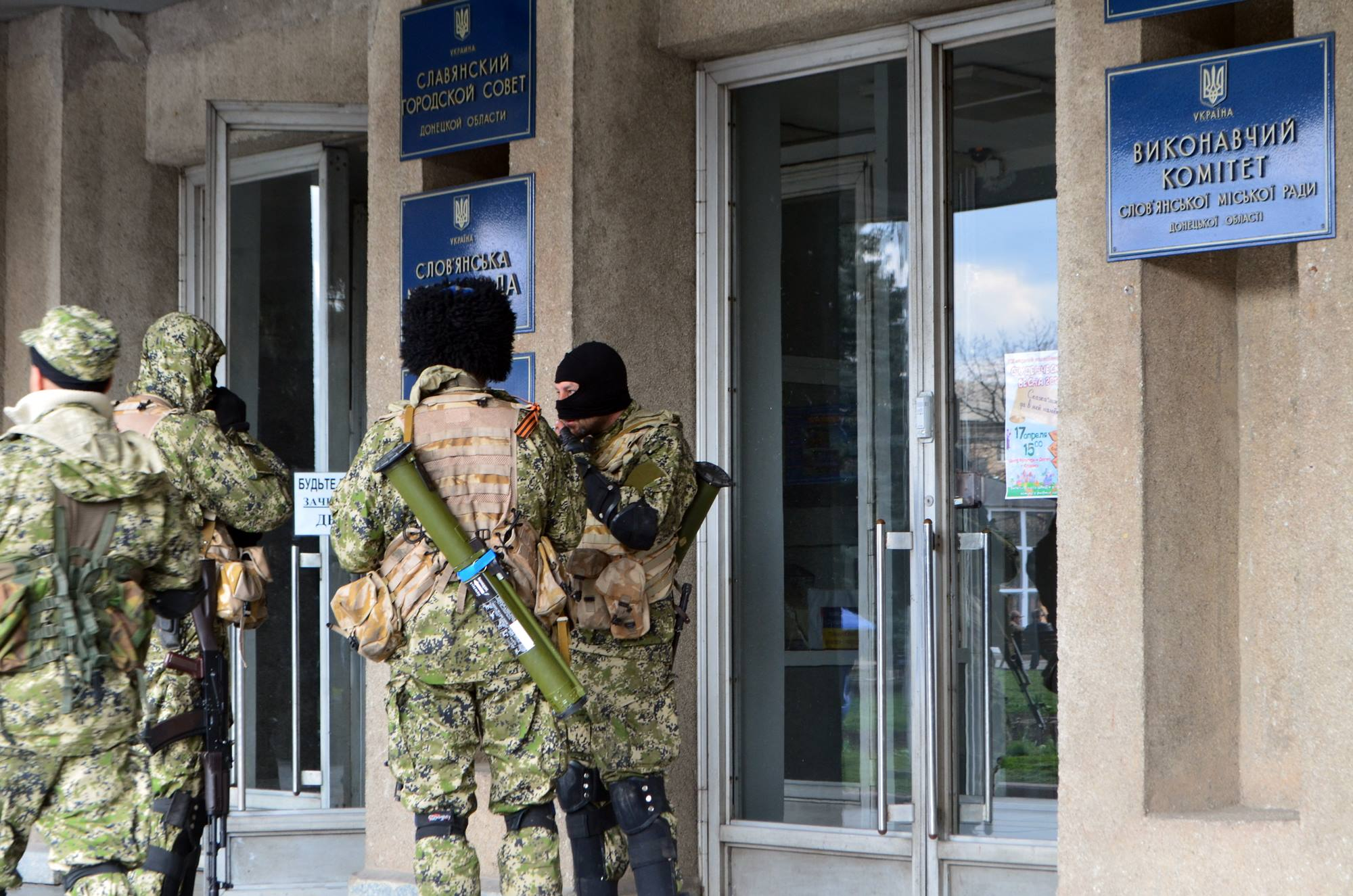
El ayuntamiento de Sloviansk bajo el control de los cosacos registrados de la Federación de Rusia el 14 de abril de 2014.

El 3 de marzo de 2014, durante los disturbios prorrusos de 2014 en Ucrania, grupos de manifestantes tomaron el control del edificio de la administración regional en Donetsk. En él participó un grupo armado de oposición recién creado, denominado Milicia del Pueblo del Dombás, dirigido por Pável Gubárev. Esto sucedió cuando 11 ciudades ucranianas con poblaciones significativas de personas de etnia rusa estallaron en manifestaciones contra el nuevo gobierno ucraniano. El 6 de abril de 2014, 2000 manifestantes prorrusos se manifestaron frente al edificio de la administración regional. El mismo día, grupos de manifestantes en el este de Ucrania asaltaron el edificio de la administración regional en Járkov y la sede de la SBU en Lugansk. Los grupos crearon un consejo popular y exigieron un referéndum como en Crimea. A los pocos días, varios edificios gubernamentales en ciudades como Kramatorsk y Sloviansk también fueron asaltados. El 12 de abril, los partidarios de la República Popular de Donetsk y miembros de la Milicia Popular de Dombás instalaron puestos de control y barricadas en Sloviansk. El mismo día, exmiembros de la unidad "Berkut" de Donetsk se unieron a las filas de la Milicia Popular del Dombás.
El 13 de abril, el gobierno ucraniano recién establecido dio a los separatistas una fecha límite para desarmarse o enfrentar una "campaña antiterrorista a gran escala" en la región. Más tarde ese día, se informaron los primeros informes de combates entre la milicia popular y las tropas ucranianas cerca de Sloviansk, con bajas en ambos lados. El 14 de abril, miembros de la Milicia Popular de Dombás bloquearon la entrada a la ciudad de camiones militares ucranianos KrAZ armados con misiles Grad. El 15 de abril, el gobierno ucraniano lanzó una "Operación antiterrorista" a gran escala con el objetivo de restaurar su autoridad sobre las áreas ocupadas por la milicia.
El 16 de abril, la milicia entró en Sloviansk con seis vehículos de combate de infantería con orugas anfibios aerotransportados BMD que obtuvieron de partes de la 25.ª Brigada Aerotransportada que habían cambiado de lealtad. Una columna militar ucraniana fue desarmada después de que los vehículos fueran bloqueados por lugareños en Kramatorsk. La milicia también recibió un mortero autopropulsado de 120 mm 2S9 "Nona-S" El 20 de abril, un grupo armado no identificado vestido de civil atacó un puesto de control de la milicia a la entrada de la ciudad de Sloviansk. Murieron tres atacantes y tres miembros de la milicia. El 14 de mayo, ocho miembros de la milicia se apoderaron de un vehículo blindado IMR de Novokramatorsky Mashinostroitelny Zavod.
El 15 de mayo, la Milicia Popular del Dombás envió un ultimátum a Kiev. Exigieron la retirada de todas las tropas ucranianas del Óblast de Donetsk. El 17 de mayo, varios miembros de la milicia se apoderaron de dos vehículos blindados desarmados BRDM de Sievierodonetsk y Lysychansk (Óblast de Luhansk). El 22 de mayo, se declaró el Estado Federal de Nueva Rusia. El 23 de mayo, varios miembros de la milicia popular se apoderaron de otro vehículo blindado desarmado BRDM-RKh de Loskutovka (Óblast de Lugansk).
En julio de 2014, se estimó que la mano de obra de los separatistas era de alrededor de 10 000 a 20 000 efectivos.
Se sospechaba ampliamente que la milicia estaba involucrada en el derribo de un avión civil, el vuelo 17 de Malaysia Airlines con pasajeros mayoritariamente de nacionalidad neerlandesa, el 17 de julio de 2014.
Finalmente, el 17 de noviembre de 2022, la justicia holandesa condenaría a cadena perpetua a los acusados de perpetrar el derribo, los ciudadanos rusos Serguéi Dubinski e Ígor Guirkin, quién en julio de 2014 desempeñaba las funciones de ministro de Defensa de la República Popular de Donetsk, y al ucraniano Leonid Járchenko. El cuarto encausado, Oleg Pulátov, también de nacionalidad rusa, fue absuelto.
El 8 de agosto, la milicia afirmó que después de las batallas cerca de la frontera con Rusia, capturaron 67 piezas de equipo con estado variable (equipo reparable sin municiones y combustible, con fallas, dañado en batalla y completamente inutilizable), incluidos 18 sistemas de lanzamiento de cohetes múltiples " Grad", 15 tanques y vehículos blindados de transporte de tropas, obuses, MANPADS, etc. Al 12 de agosto, la milicia cuenta con al menos 200 vehículos blindados.
Los meses de julio y principios de agosto fueron desastrosos para las milicias y muchos analistas dijeron que estaban al borde de la derrota antes de que una repentina contraofensiva, que según el gobierno ucraniano fue apoyada por tropas rusas, rodeó a miles de tropas ucranianas y las obligó a retirarse. Las milicias pronto recuperaron varias posiciones estratégicas como Savur-Mohyla y el Aeropuerto Internacional de Lugansk. Los ejércitos de la República Popular de Donetsk (DPR) y la República Popular de Lugansk (LPR) se fusionaron el 16 de septiembre de 2014 para formar las "Fuerzas Armadas Unidas de Nueva Rusia". Se formó bajo el mando del teniente general Ivan Korsun como comandante en jefe.
El 2 de febrero de 2015, el jefe de la RPD, Aleksandr Zajárchenko, anunció que habría una movilización general en la RPD de 10 000 voluntarios, y su objetivo era expandir en algún momento la NAF a 100 000 soldados.
En marzo de 2015, la mano de obra estimada de los separatistas aumentó a 30.000-35.000 efectivos.
El 20 de mayo de 2015, los líderes del Estado Federal de Nueva Rusia anunciaron la finalización del 'proyecto' de la confederación sin éxito, pero las Fuerzas Armadas Unidas se mantuvieron como el servicio armado conjunto de la RPD y la LPR.

## Equipo

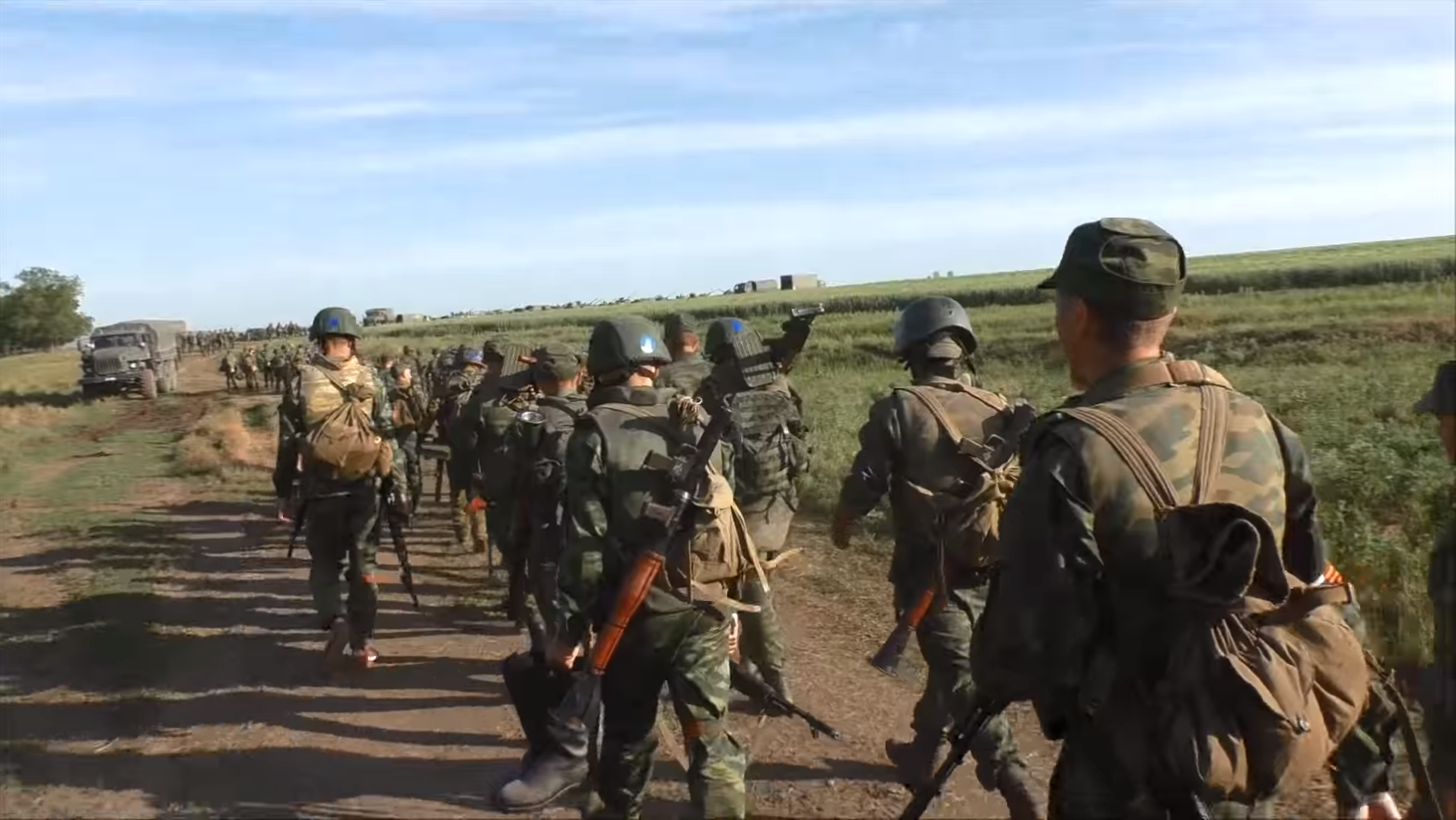
Soldados de infantería del batallón Vikingo con equipo militar ruso en julio de 2015.

Según fuentes independientes, los rebeldes prorrusos utilizaron principalmente equipos que estaban disponibles en el país antes de la guerra ruso-ucraniana. Sin embargo, también se vio a los rebeldes usando armas que no se sabía que se exportaran o estuvieran disponibles en Ucrania. Cabe destacar especialmente la aparición de algunos de los últimos modelos de equipo militar ruso, que nunca se exportaron fuera de la Federación de Rusia.
Según la República Popular de Donetsk, todo su equipo militar es "hardware que tomamos del ejército ucraniano". Sin embargo, según el gobierno ucraniano y el Departamento de Estado de los Estados Unidos, esta es una declaración falsa y afirma que los separatistas han recibido equipo militar de Rusia, incluidos múltiples sistemas de lanzamiento de cohetes y tanques. A pesar de que los funcionarios rusos niegan el suministro de armas a la milicia, numerosas pruebas demuestran que es cierto. En agosto de 2014, el ministro de Defensa de Ucrania, Valeriy Heletey, afirmó que la prueba del suministro de armas de Rusia era que los combatientes de la Milicia Popular del Dombás estaban usando armas de fabricación rusa que el ejército ucraniano nunca usó (ni compró).
Entre los equipos exclusivamente rusos vistos con los separatistas prorrusos se encuentran las modificaciones rusas del tanque T-72 (particularmente el T-72B3 y el T-72BA vistos destruidos en Ucrania), el vehículo de combate de infantería BTR-82AM (adoptado en Rusia en 2013), vehículos blindados de transporte de personal BPM-97, sofisticado sistema antiaéreo Pantsir-S1, vehículo multipropósito GAZ Vodnik (adoptado en Rusia en 2005 ), Modificaciones rusas de MT-LB, lanzallamas propulsado por cohete MRO-A, misil antitanque Kornet, rifle antimaterial ASVK, rifle de francotirador silenciado VSS Vintorez y otros.

## Entrenamiento militar

### Escuela Superior de Comando de Armas Combinadas
La Escuela Superior de Mando de Armas Combinadas de Donetsk (en ruso: Донецкого высшего общевойскового командного училища) es una institución de alto nivel en la formación ideológica de los cadetes. Las personas tanto del DPR como del LPR pueden inscribirse en la escuela. Prepara futuros cuadros de mando en cuatro áreas: reconocimiento, fuerzas de tanques, infantería y oficiales políticos. Al graduarse, los cadetes son comisionados como tenientes. Desde el otoño de 2016, el Liceo Militar está afiliado al DHCACS.

### Liceo de Entrenamiento Físico-Militar Gueorgui Beregovói

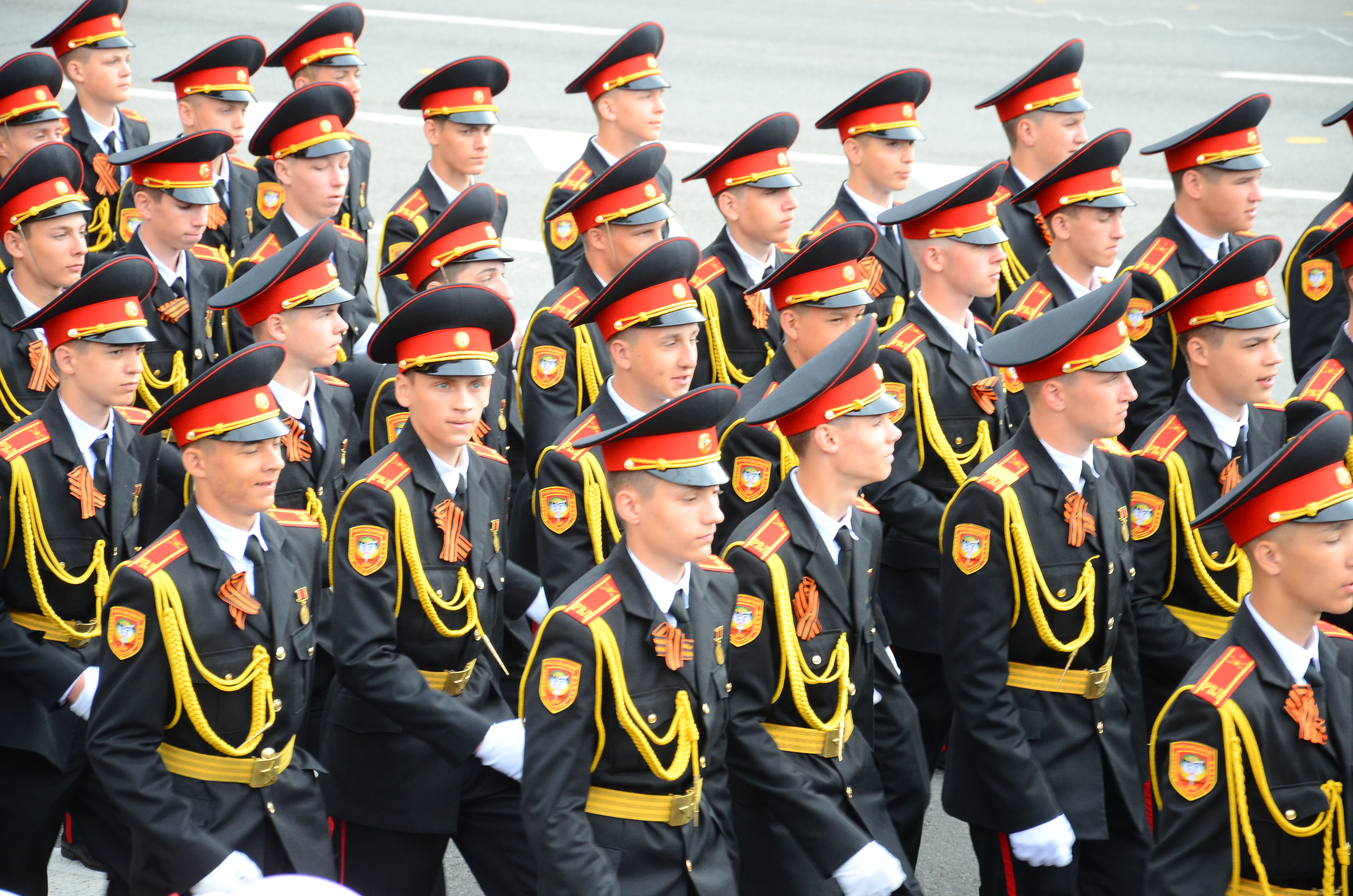
Alumnos del Liceo en desfile.

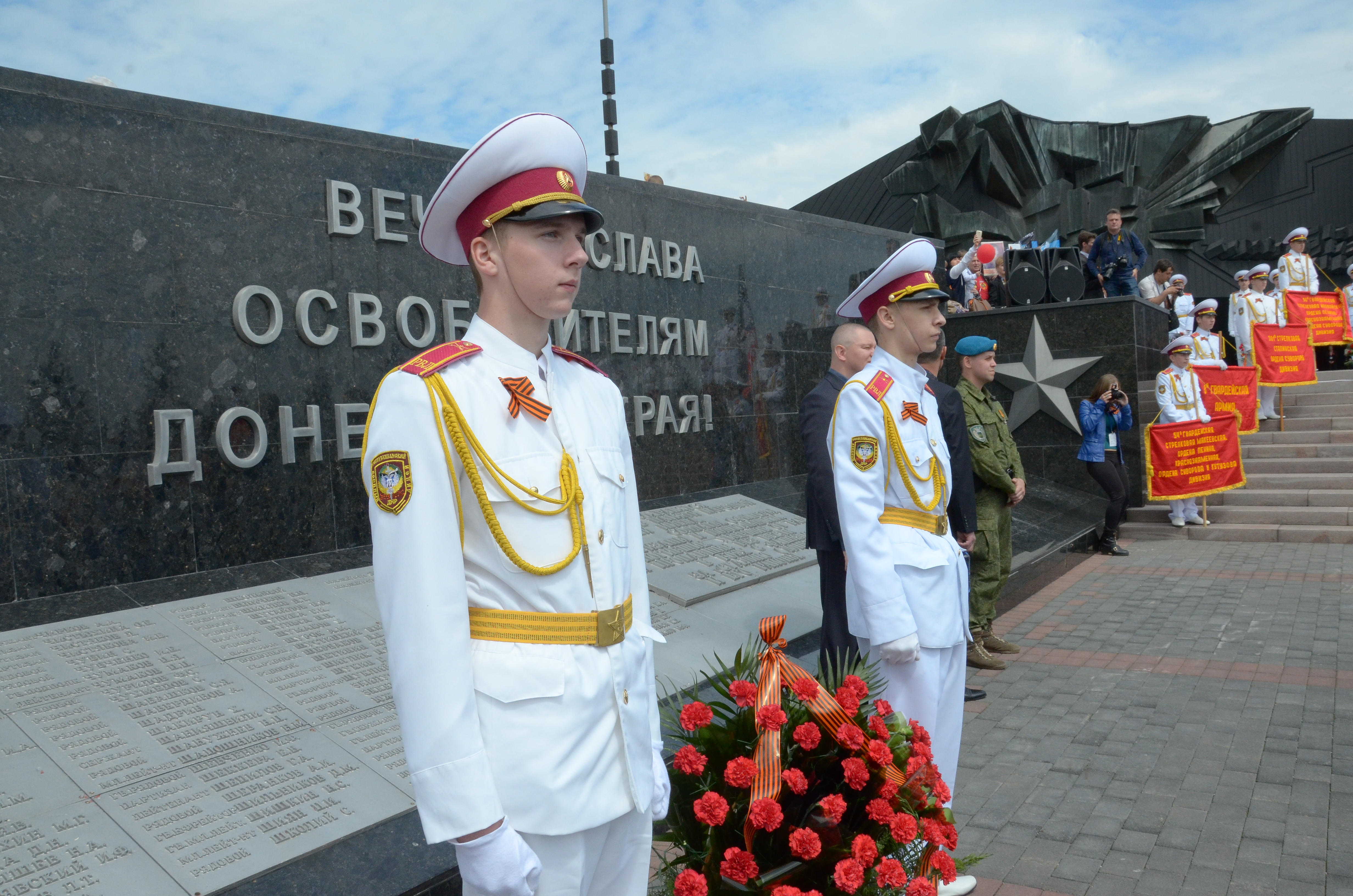
Miembros del liceo con su uniforme de gala blanco.

El Liceo de Entrenamiento Físico-Militar Gueorgui Beregovói (en ruso: Лицей с усиленной военно-физической подготовкой имени дважды Героя Советского Союза, летчика-космонавта СССР, генерал-лейтенанта Г.Т.Берегового) es un centro educativo de la Milicia Popular, siendo similar a la Escuela Militar Suvórov o la Escuela Secundaria Militar Iván Bohún. Fue establecida el 15 de mayo de 1993 por decreto del Gabinete de Ministros de Ucrania como la Escuela Superior de Ingeniería Política y Militar de Donetsk y el Cuerpo de Señales. De 1993 a 2000, el Liceo estuvo con una modalidad de estudio de tres años. Durante dos décadas, 2.793 graduados se graduaron de la institución, más de 1.000 de ellos actualmente sirven en puestos oficiales en varias estructuras de poder de Ucrania. Se le cambió el nombre y se convirtió en 2014, después de lo cual ha graduado a más de 300 estudiantes desde entonces. La escuela está abierta a chicos de entre 14 y 16 años, muchos de los cuales provienen de familias de militares. Los cadetes viven en la escuela 6 días a la semana.

## Relación con Rusia
A medida que se intensificó el conflicto, la Milicia Popular del Dombás se reforzó con muchos voluntarios de la antigua Unión Soviética, principalmente provenientes de Rusia; incluidos combatientes de Chechenia y Osetia del Norte.
Según el gobierno ucraniano y el Departamento de Estado de los Estados Unidos, la Milicia Popular del Donbás ha recibido equipo militar de Rusia, incluidos tanques rusos y lanzacohetes múltiples. Rusia negó haber hecho esto y ha descrito a los ciudadanos rusos que luchan con la Milicia Popular de Dombás como voluntarios. La República Popular de Donetsk afirmó el 16 de agosto de 2014 que había recibido (junto con 30 tanques y otros 120 vehículos blindados de origen no revelado) a 1.200 "individuos que han recibido capacitación durante un período de cuatro meses en el territorio de la Federación Rusa". El primer ministro de la RPD, Aleksandr Zajárchenko, declaró en agosto de 2014 que no han recibido equipo militar de Rusia; pero que todo su equipo militar es "hardware que tomamos del ejército ucraniano".
Algunos de los heridos de la milicia fueron tratados en Rusia. A mediados de agosto de 2014, hospitales como el Hospital Central de Donetsk en Donetsk, Rusia, atendieron diariamente entre 10 y 20 combatientes heridos. El Ministerio de Emergencias de Rusia ayudó con la logística del tratamiento. Los interrogados y registrados por el Servicio Federal de Seguridad (FSB) y tratados en Rusia durante este período declararon que no regresarían a Ucrania si el ejército ucraniano ganaba la guerra del Dombás, sino que, en cambio, participarían en una campaña de guerra partidista en el este de Ucrania.

## Nacionalismo de ultraderecha

Insignia del Batallón Sparta de extrema derecha, que presenta la bandera imperial rusa.

Los grupos ultranacionalistas de extrema derecha han jugado un papel importante entre los separatistas prorrusos, más que en el lado ucraniano. Los líderes de la Milicia Popular de Donetsk han estado estrechamente vinculados al partido neonazi Unidad Nacional Rusa (RNU) dirigido por Aleksandr Barkashov, que ha reclutado a muchos combatientes. Un exmiembro de RNU (2002), Pável Gubárev, fue fundador de la Milicia Popular del Dombás y primer "gobernador" de la República Popular de Donetsk. RNU está particularmente vinculado al Ejército Ortodoxo Ruso, una unidad fundamentalista católica ortodoxa y ultranacionalista que forma parte de las fuerzas separatistas rusas. Otras unidades neonazis dentro de las fuerzas separatistas rusas incluyen los batallones 'Rúsich' (disuelto en 2015), 'Svarozhich' y 'Ratibor', que tienen esvásticas eslavas en sus insignias.
Algunos de los activistas de extrema derecha más influyentes entre los separatistas rusos son neoimperialistas, que buscan revivir el Imperio Ruso en territorios postsoviéticos. Estos incluyeron a Igor 'Strelkov' Girkin, primer "ministro de defensa" de la República Popular de Donetsk. El Movimiento Imperial Ruso ha reclutado a miles de voluntarios para unirse a los separatistas. Algunos separatistas han enarbolado la bandera imperial rusa oficial de los colores negra, amarilla y blanca, como el Batallón Sparta. En 2014, voluntarios del Movimiento de Liberación Nacional se unieron a la Milicia Popular de Donetsk con retratos del zar Nicolás II de Rusia.
Otros grupos rusos de extrema derecha cuyos miembros se han unido a las milicias separatistas incluyen la Unión de la Juventud Euroasiática y la proscrita Unión Eslava y Movimiento contra la Inmigración Ilegal. Otra unidad paramilitar separatista rusa, las Interbrigadas, está compuesta por activistas del grupo nacional-bolchevique de La Otra Rusia.

## Acusaciones de crímenes de guerra
Un informe de las Naciones Unidas de noviembre de 2014 sobre los separatistas rusos en el Dombás afirmaba que "siguieron denunciándose casos de graves abusos contra los derechos humanos por parte de los grupos armados, como tortura, detenciones arbitrarias e incomunicadas, ejecuciones sumarias, trabajos forzados, violencia sexual, así como la destrucción y la incautación ilegal de bienes pueden constituir crímenes contra la humanidad".

## Estructura

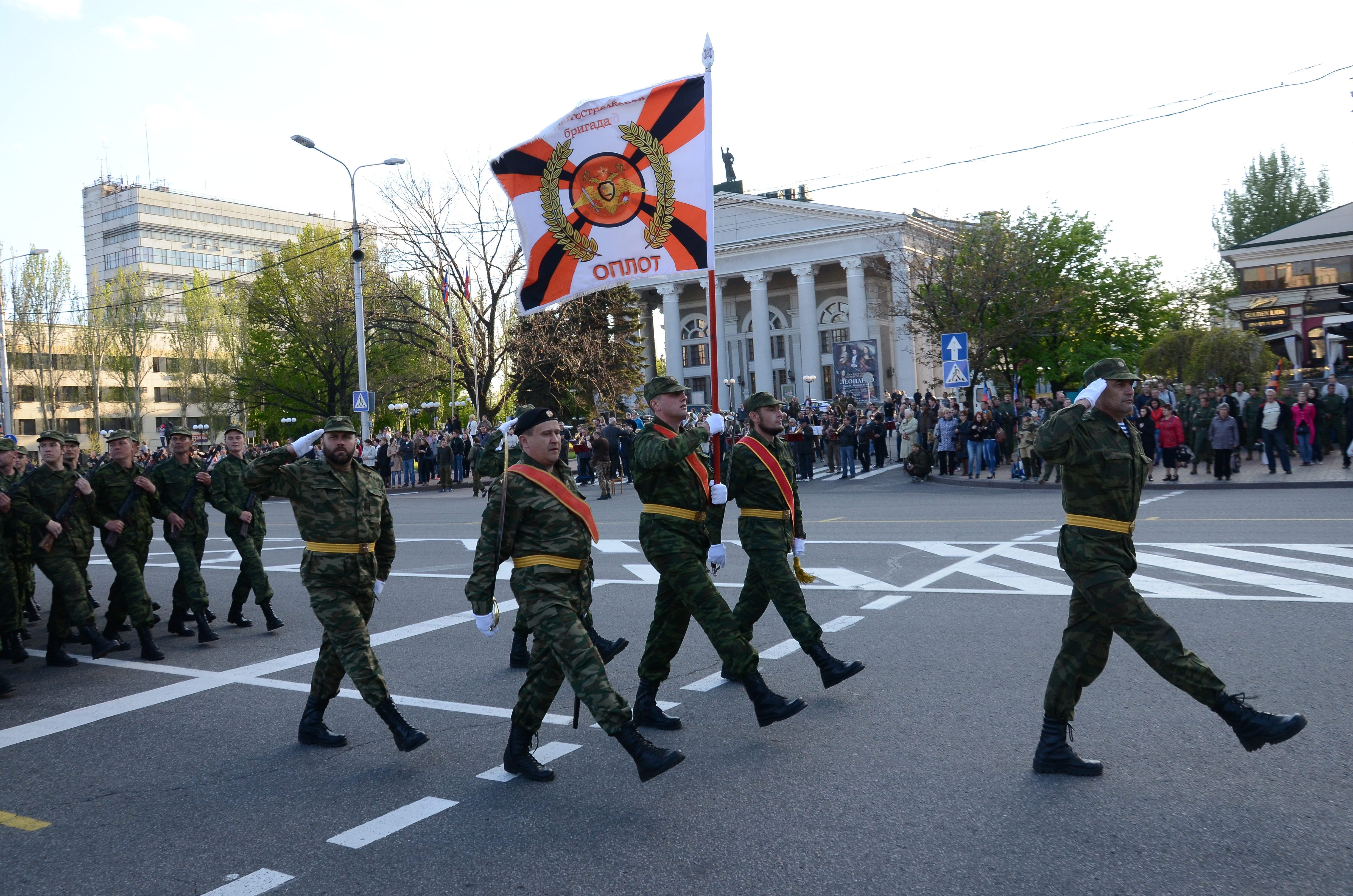
Brigada Oplot durante un ensayo para el desfile del Día de la Victoria de 2015.

Las milicias están formadas por diferentes grupos armados, que juraron por la República Popular de Donetsk y la República Popular de Lugansk. Los grupos militantes que se negaron a hacerlo fueron desarmados como pandillas en la RPD. Otros grupos son fuerzas autónomas.
Según The Ukraine Week, hay un Comando Operativo de Donetsk establecido en mayo de 2016 por Rusia que coordina los esfuerzos militares de la República Popular de Donetsk. Los batallones de tanques que afirman que Rusia puede desplegar son el Batallón DPR Diesel y el Batallón LPR August. Euromaidan Press informó en septiembre de 2018 que las Fuerzas Armadas Unidas de Nueva Rusia estaban compuestas por dos cuerpos de ejército: el 1.º cuerpo llamado "Milicia Popular de la DNR" y el 2.º cuerpo llamado "Milicia Popular de la LNR".
El 28 de diciembre de 2018, el comandante de la Armada de Ucrania, Ihor Voronchenko, afirmó que la RPD había creado una flotilla estacionada en Novoazovsk compuesta por unos 25 barcos pesqueros convertidos. Según Voronchenko, el DPR había llamado a esta flotilla el "9º Regimiento de la Infantería de Marina". According to Voronchenko the DPR had named this flotilla the "9th Regiment of the Marine Corps".

### Fuerzas de combate

#### República Popular de Donetsk
Milicia Popular de Donetsk (en ruso: Народная милиция ДНР) – Formado el 14 de noviembre de 2014.
- 1st Sloviansk Brigade (en ruso: 1-ая Славянская бригада) – Brigada que fue anteriormente comandada por Ígor  Guirkin (alias Strelkov).
- Fuerzas Patrióticas del Dombás[102] (en ruso: Патриотические силы Донбасса)
- 114.ª Brigada de Fusileros Motorizados independientes de la Guardia (en ruso: 114-я отдельная гвардейская мотострелковая бригада) - es una brigada de fuerzas especiales fundada y dirigida por Aleksandr Jodakovsky.[103][104] Tiene voluntarios extranjeros, entre ellos cabe mencionar a los voluntarios rusos, osetios y alanos.[105] La unidad empezó como un batallón, y en junio de 2014 tenía unos 500 hombres, según Jodakovsky, más tarde la unidad se convirtió en un regimiento de la guardia y posteriormente en una brigada.
- Rodnovery (fe nativa eslava), en su apogeo la unidad tenía unos 1.200 combatientes, que ahora forman parte de la 114.ª Brigada.[106][107]
- Brigada de Fusileros Motorizada "Oplot" (en ruso: 5-я мотострелковая бригада «Оплот»), que significa: "Quinta Brigada Motorizada Baluarte", Comandada por Aleksandr Zajárchenko.[108] Originalmente un batallón, se expandió a una brigada en mayo de 2015.

## Comandantes
República Popular de Donetsk
- Denis Pushilin – Jefe del DPR
- Aleksandr Zajárchenko †
- Vladímir Kónonov
- Eduard Basurín
- Pavel Gubarev[5] (anterior)
- Ígor Guirkin (alias Strelkov)[109] (antes)
- "Romashka" (nombre de guerra), nombre real Sergei Zhurikov (ruso: Сергей Журиков) †
- Alejandro Jodakovski
- Igor Bezler (ex)
- Alejandro Verín
- "Botsman"[110]
- Konstantin Kuzmin
- Serguéi Petrovskiy
- Motorola (nombre de guerra), nombre real Arsen Pavlov †
- Givi[111] (nombre de guerra), nombre real Mikhail Tolstykh †
- Akhra Avidzba
- Iván Milosevic
- Roman Kutuzov  †

 República Popular de Lugansk
- Leonid Pasechnik – Jefe de la LPR
- Ígor Plotnitski (ex)
- Valeri Bólotov (ex) †
- Nikolai Kozitsyn (ex)
- Pavel Dryomov † <pequeño>(su auto fue volado por un desconocido)[112]
- Aleksey Mozgovoy †
- Alexander Bednov †
- Yuri Shevchenko
- Oleg Bugrov (arrestado),[113] exministro de Defensa, cargo que supuestamente fue abolido en la RPD el 1 de octubre de 2018.[114]